# Die Zauberinsel
Die Zauberinsel ist eine Oper in einem Vorspiel und zwei Akten von Heinrich Sutermeister, der nicht nur die Musik komponierte, sondern auch das Libretto verfasste. Dieses basiert auf dem Drama Der Sturm von William Shakespeare. Das Werk erlebte seine Uraufführung am 31. Oktober 1942 an der Semperoper in Dresden.

## Orchester
Drei Flöten, drei Oboen, drei Klarinetten, drei Fagotte, vier Hörner, drei Trompeten, vier Posaunen, eine Pauke, ein Schlagzeug, eine Harfe, eine Celesta, ein Glockenspiel, Orgel und Streicher

## Handlung
Prospero, der rechtmäßige König von Neapel, wurde von seinem Bruder Alonso entmachtet, zusammen mit seiner Tochter Miranda in ein Boot gesetzt und aus dem Lande verstoßen. Nach einer langen Irrfahrt sind die beiden auf einer unbewohnten Insel gestrandet. Hier findet Prospero ein Buch, das ihm die geheimnisvolle Macht verleiht, sich alle Geister zu unterwerfen und sich vor allem Ariel, den Luftgeist, sowie das Ungeheuer Caliban dienstbar zu machen.
Als eines Tages ein Schiff die Insel passiert, lässt Prospero einen Sturm aufziehen, der es an dem Eiland zerschellen lässt. Unter den Überlebenden sind auch Prosperos Bruder und dessen Sohn Ferdinand. Auf Prosperos Geheiß bringt Ariel durch seine Zauberei Alonso dazu, sein Verbrechen reumütig einzugestehen. Miranda und Ferdinand verlieben sich ineinander. Sie beschließen, in ihre Heimat zurückzukehren und ihrem Volk ein gerechtes Herrscherpaar zu werden.

## Musik
Die Musik ist nur gemäßigt modern und erschließt sich daher dem Hörer leicht. Sie ist reich an melodischen Einfällen; lyrische Passagen und buffoneske Szenen halten sich die Waage.